# Agamana
Agamana é um gênero de traça pertencente à família Arctiidae.